# Poecile sclateri
El carbonero mexicano o paro mexicano (Poecile sclateri), es una especie de ave paseriforme de la familia Paridae propia de América del Norte.

## Distribución y hábitat
La especie se distribuye por el suroeste de Estados Unidos y México. Es residente permanente en las tierras altas boscosas en el oeste, centro y noreste de México, el rango se extiende al norte en el extremo sudeste de Arizona y el suroeste de Nuevo México. Su hábitat son los bosques húmedos y matorrales.

## Subespecies
Se reconocen dos subespecies de esta ave:
- Poecile s. eidos (JL Peters, 1927)
- Poecile s. sclateri (Kleinschmidt, 1897)